# موليندون
مُولِينْدون (بالإنجليزية: Molindone)‏ هو عقارٌ مضادٌ للذهان، يُستعمل في الولايات المتحدة الأمريكية لعلاج مرض الفصام، ويُباع تحت الاسم التجاري موبان (بالإنجليزية: Moban)‏. يَعمل هذا العقار بمنع تأثيرات الدوبامين في الدماغ، مما يؤدي إلى تقليل أعراض الذهان. وهو سريع الامتصاص في الفم.